# Stilübungen
Stilübungen nennt man die Übersetzung neusprachlicher Texte ins Lateinische und Altgriechische im Rahmen des Studiums der Klassischen Philologie. Ihr Hauptzweck liegt in der Aneignung der antiken Sprachen, da die aktive Handhabung Grammatik und Wortschatz intensiver trainiert und das Sprachgefühl für die Analyse originaler Texte schärft. Stilübungen werden aber auch als kreative Aufgabe um ihrer selbst willen betrieben. Im untechnischen Sinne wird als „Stilübung“ auch jede andere schriftstellerische Leistung zu Ausbildungszwecken bezeichnet.

## Übersetzungen in Prosa
Die Übersetzung einzelner Sätze und Textabschnitte in lateinische und griechische Prosa gehört an den meisten Universitäten zum Lehrplan im Studium der Latinistik und der Gräzistik. Häufig ist eine Stilaufgabe auch Teil der Zwischenprüfung oder des Abschlussexamens. Aus dem Schulunterricht ist die bis zur Mitte des 20. Jahrhunderts übliche Stilübung dagegen inzwischen weitgehend verschwunden.
In Deutschland werden dabei meist deutsche Übertragungen aus antiken Autoren in die Originalsprache zurückübersetzt, wobei es nicht darum geht, den ursprünglichen Wortlaut zu treffen, sondern grammatikalisch, lexikalisch und stilistisch fehlerfrei zu formulieren. Im englischen Sprachraum werden dabei in der Regel einheimische literarische Texte als Vorgabe verwendet („Prose Composition“).

## Übersetzungen in Verse
Die Übersetzung moderner dichterischer Texte, beispielsweise von Abschnitten aus Dramen von Shakespeare, in lateinische und griechische Verse ist eine fast ausschließlich in Großbritannien gepflegte Tradition („Verse Composition“). Die gebräuchlichsten Versmaße im Lateinischen sind Hexameter und elegische Distichen, im Griechischen jambische Trimeter. Zum Vorbild dienen vor allem jeweils Vergil, Ovid und die drei klassischen griechischen Tragiker Aischylos, Sophokles und Euripides.
Eine solche Aufgabe gehörte zu Anfang des 20. Jahrhunderts noch zur Aufnahmeprüfung der Universitäten Oxford und Cambridge – unabhängig von der gewählten Fakultät. Heutzutage wird die Übersetzung in griechische und lateinische Verse nur noch vereinzelt als Wahlfach oder in akademischen Wettbewerben (z. B. dem Gaisford Prize for Greek Verse) gepflegt.
Zur Illustration kann ein kurzes Gedicht von Schiller und seine lateinische Nachdichtung (mit einer Aristophanes’ „Wolken“ v. 333 zitierenden altgriechischen Überschrift) von Benjamin Kennedy dienen:
An die Astronomen
Schwatzet mir nicht so viel von Nebelsternen und Sonnen;
Ist die Natur nur groß, weil sie zu zählen euch gibt?
Euer Gegenstand ist der erhabenste freilich im Raume;
Aber, Freunde, im Raum wohnt das Erhabene nicht.
῎Ανδρας μετεωροφένακας
Quid me tot nebulis, tot solibus usque fatigas?
An nisi quod numeres est tibi grande nihil?
Maxima quae capiat spatium, Meteore, recenses,
Sed spatium magni nil, Meteore, capit.

## Kritik und Rechtfertigung
Gegen Stilübungen wird eingewandt, dass es keinen sinnvollen Zweck für die Übersetzung in Sprachen gebe, die von niemandem mehr als Muttersprache gebraucht werden. Ziel des Studiums der klassischen Literatur sei das Verständnis antiker Texte, nicht die künstliche Herstellung neuer Texte in „toten Sprachen“.
Zur Verteidigung der Stilübungen werden dagegen folgende Argumente angeführt:

„Ein elementares Erfordernis philologischer Interpretation, nämlich die Aufgabe, stilistische Absichten zu erkennen, kann nur dann geleistet werden, wenn der Interpret in der Lage ist, anzugeben, wie der betreffende Gedanke in anspruchslos-nüchternem ‚Normallatein‘ ausgesprochen werden würde. Als eine weitere schöne Frucht denke ich mir die Freude an aktiver Sprachhandhabung: diese Freude, die der Student des Lateinischen wohl seinen neuphilologischen Kommilitonen absehen könnte, würde belebend wirken.“

Sofern auch moderne Texte in die alten Sprachen übersetzt werden, lässt sich hinzufügen:

„[Composition] involves comparison of two civilisations, our own and that of the ancient world, so that we may be sure we are not saying something that would be unintelligible or grotesque to a Roman reader. Verse Composition has this great merit and value that, instead of merely remembering things and reproducing them exactly, as he is constantly doing, the pupil for once produces something of his own that has an artistic shape.“
„[Stilübungen] sind verbunden mit dem Vergleich zweier Zivilisationen, unserer eigenen und derjenigen der alten Welt, so dass wir sichergehen können, nichts zu sagen, was einem römischen Leser unverständlich oder seltsam vorgekommen wäre. Die Übersetzung in Verse hat ihr großes Verdienst und Wert darin, dass der Schüler – statt sich, wie sonst ständig, nur Dinge einzuprägen und sie genau wiederzugeben – einmal etwas Eigenes hervorbringt, das eine künstlerische Gestalt besitzt.“

## Nachweise
1. ↑  Z. B. Raymond Queneau, Exercices de style, 1995
2. ↑  Sabrinae Corolla in hortulis Regiae Scholae Salopiensis contexuerunt tres viri floribus legendis. Bell & Daldy, 3. Aufl., London 1867. S. 160 f.